# Plata yvyguy
Plata yvyguy o ybygüí es una frase en idioma guaraní que significa plata enterrada o escondida (bajo tierra), refiriéndose a un tesoro oculto. En Paraguay, el mito en su versión popular pudo haber nacido después de la Guerra de la Triple Alianza (1864-1870).

## La leyenda
En la noche tempestuosa, que cubre el cielo con rayos y truenos, la persona que transita por la comarca suele contar que observa una llama misteriosa y fugaz, que se mueve de un lugar a otro, para apagarse posteriormente al pie de una planta de tala (juasy’y). La misma no es otra cosa que el mentado plata yvygüy. Asimismo se cuenta que muchas personas vieron en horas de la noche un perro blanco sin cabeza que luego desaparece en algún sitio.
Numerosas personas afirmaron haber desenterrado esta fortuna que se hallaba oculta bajo el suelo. Se cree que solamente las personas buenas y generosas pueden encontrar el anhelado plata yvygüy.
Hay muchas leyendas que cuentan la existencia de tesoros enterrados desde la época de la conquista, sobre todo en América del Sur, en el territorio incaico. En Paraguay, sin embargo, se atribuye a los jesuitas el entierro de muchos tesoros, cuando estos fueron expulsados del Paraguay por la corona española en 1767. La creencia en los entierros creció mucho más en el país después de la contienda del 70. Se presume que a medida que los invasores extranjeros avanzaban sobre el territorio paraguayo, poblaciones enteras corrían y se refugiaban donde podían llevando consigo solo lo indispensable. En esos tramos, muchos enterraban sus joyas en oro y plata, ya sea en cántaros o cofres en lugares bien identificados con marcas en árboles o terrenos accidentados. Muchos de los que partieron en éxodo doloroso perdieron sus vidas en esos avatares y por ende jamás fueron desenterrados los tesoros que dejaron en las entrañas de la tierra. Mucho se habla del tesoro del Estado Paraguayo enterrado durante la guerra, pero el lugar nunca se encontró.

## Literatura
Plata yvygüy sirvió de inspiración a la literatura paraguaya. Numerosos escritores han redactado poesías, obras de teatro y hasta ensayos sobre los tesoros escondidos. Como por ejemplo la obra de teatro “Plata yvyguy rekávo” de Mario Halley Mora, Josefina Plá, entre otros muchos autores son los que se encargan de escribir sobre esta leyenda. No solo en los libros de autores paraguayos es común encontrar este tema, también es un tema frecuente en los kaso ñemombe'u (relatos) que se cuentan alrededor del fogón.
El libro Hijo de hombre, de Augusto Roa Bastos, en el capítulo dos “Madera y Carne”, menciona algo parecido a Plata yvygüy:

Una tarde, al pasar frente al rancho del doctor, María Regalada oyó un ruido como el de un cuerpo que cae, fue a espiar y vio al doctor arrodillado, recogiendo monedas de oro del piso, a sus pies estaba la imagen de San Ignacio. Nadie supo de esto, pero desde entonces el doctor no abrió más su puerta a los pueblerinos. Luego empezó a atender a la gente en un pequeño cuarto del fondo. No aceptaba las monedas por paga de sus pacientes, pero sí les exigía que le pagaran con tallas, las más antiguas que tuviesen en la familia. Todos en el pueblo pensaban que el doctor se había vuelto místico, hasta parecido con San Roque le encontraban.

Comenzó a ir de nuevo al boliche, bebía hasta salir del mismo dando tumbos. Empezó a atender sólo a quien le llevaba una imagen y se decepcionaba si la talla no tenía el peso suficiente. Anduvo así borracho por unos meses y luego desapareció. Un día María Regalada llegó al rancho, entró y encontró a todos los santos degollados, menos al San Ignacio. No quiso tocarlos y tampoco entendía qué pasó con ellos y quizás nunca lo sepa.
Augusto Roa Bastos, Hijo de Hombre 

Pedro Encina Ramos le dedica una poesía:

Jagua morotĩ
Jagua akã’ỹ,
        
pyhare resẽrõ
    
reporomondýi.

Jepe nde hegui

ojekyhyje 

upépe ko’ýte,

rejehechase. 

Rejehechaukárõ… 

umi nde recháva 

opyta amóme 

iñakã kuchu
TATAJYVA (Encina Ramos, Pedro: Huellas de Metal y Madera)

## El misterio continúa
Hasta hoy día plata yvygüy sigue forjando sus ráfagas de misterio y despertando gran interés en la creencia popular. La gente no se resigna al mito y no faltan quienes aparecen como baqueanos de lugares donde supuestamente existe el preciado tesoro. Algunos más modernos se han provisto inclusive de potentes aparatos detectores de metales para llegar a desenterrar el plata yvygüy. Los testimonios no faltan, tampoco aquellos que siguen asociando indisolublemente al perro blanco que aparece y se esfuma llevando siempre consigo la magia del misterio. Las historias increíbles narradas por buscadores de plata yvygüy parecen indicar que la leyenda no desfallece con el paso de los años y en ocasiones hasta involucra personajes conocidos del ámbito político y social de las comunidades afectadas.
La película paraguaya "Latas Vacías", de Hérib Godoy, aborda este mito popular, en torno a un humilde buscador de tesoros, que es perseguido por su maldición.